# 막상스 라크루아
막상스 기 라크루아(프랑스어: Maxence Guy Lacroix, 2000년 4월 6일 ~ )는 프랑스의 축구 선수이다. 그의 포지션은 중앙 수비수 또는 오른쪽 풀백으로, 현재 잉글랜드 프리미어리그의 크리스털 팰리스에서 활약하고 있다.

## 클럽 경력

### 소쇼
2017년 8월 21일, 라크루아는 FC 소쇼-몽벨리아르와 첫 프로 계약을 맺었다. 2018년 12월 22일, 라크루아는 1-0으로 이긴 FC 로리앙과의 리그 2 경기에서 소쇼 소속으로 프로 데뷔전을 치렀다.

### VfL 볼프스부르크
2020년 8월 25일, 라크루아는 VfL 볼프스부르크와 4년 계약을 맺고 이적했다. 2021년 2월 27일, 그는 2-0으로 이긴 헤르타 BSC와의 경기에서 분데스리가 데뷔골을 기록했다.

## 국가대표팀 경력
라크루아는 프랑스 U-17 대표팀 일원으로, 2017년 UEFA U-17 축구 선수권 대회와 2017년 FIFA U-17 월드컵에 참가했다.

## 사생활
라크루아는 빌뇌브생조르주에서 태어났고, 그의 아버지는 간호사이고 어머니는 의사이다. 그는 아버지와 어머니를 통해 과들루프와 말라가시 혈통을 갖고 있다.